# Rosello
Rosello község (comune) Olaszország Abruzzo régiójában, Chieti megyében.

## Fekvése
A megye déli részén fekszik. Határai: Agnone, Borrello, Castiglione Messer Marino, Pescopennataro, Roio del Sangro és Villa Santa Maria.

## Története
A települést a 11. században alapították bencés szerzetesek. Első írásos említése azonban a 12. századból származik. A következő századokban nemesi birtok volt. Önállóságát a 19. század elején nyerte el, amikor a Nápolyi Királyságban felszámolták a feudalizmust.

## Népessége
A népesség számának alakulása:

## Főbb látnivalói
- Maria Santissima delle Grazie-templom